# Peo Jönis
Per Ola "Peo" Jönis, född 13 maj 1947 i Kristine församling i Falun, död 28 oktober 2022, var en svensk musiker, sångare och kapellmästare. 
Peo Jönis turnerade i 20 år tillsammans med Charlie Norman och var 1983–1989 medlem i Berndt Östs Family Four Singers. I början av 1990-talet bildade han gruppen Peo Jönis' Satin Dolls – ett storband bestående enbart av kvinnliga musiker. Bandet var 1993–1995 husband i TV-programmet Det kommer mera. Gruppen är fortfarande aktiv. Åren 2006–2015 drev Jönis Torpshammar herrgård i Medelpad. Han är far till Rosanna Jönis.